# Elisabeth Johanna Koning

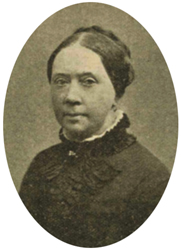
Elisabeth Johanna Koning

Elisabeth Johanna Koning (* 1. März 1816 in Haarlem; † 25. Juni 1887 in Rotterdam) war eine niederländische Malerin und Zeichnerin von Stillleben.

## Leben
Elisabeth Johanna Koning wurde am 1. März 1816 in Haarlem als einzige Tochter des Internatsbesitzers und Lehrers der französischen Schule in der Zoetestraat Leendert Koning (1789–1863) und seiner Frau Elisabeth Johanna Deyssenroth (1788–nach 1863) geboren. Sie hatte sieben Brüder und spielte am liebsten in Jungenkleidung mit ihnen im Garten. Unterricht erhielt sie in der Schule ihres Vaters. Dort war sie das einzige Mädchen und musste an einem separaten Tisch sitzen. Einer ihrer Klassenkameraden war Nicolaas Beets, mit dem sie ihr ganzes Leben lang befreundet blieb. Koning heiratete am 1. April 1859 in Haarlem den Kapitän der Handelsmarine Sijbrand Stapert (1819–1888). Aus dieser Ehe ging eine Tochter hervor.
Von Geburt an war ihr rechter Arm nur wenig unterhalb des Ellenbogens entwickelt, mit dieser Behinderung kam sie gut zurecht, sie lernte die linke Hand zu benutzen. Sie begann im Alter von fünf Jahren zu zeichnen.  Ihren ersten Zeichenunterricht erhielt sie von ihrem Vater, einem versierten Amateurzeichner. Später nahm sie Unterricht bei den Stilllebenmalern Maria Geertruida Barbiers, Henriëtte Geertruida Knip und später bei Albert Steenbergen. Im Atelier von Steenbergen, bei dem sie bis zu ihrem 24. Lebensjahr arbeitete, lernte sie zum ersten Mal andere junge Maler kennen. Koning spezialisierte sich auf Zeichnen, Aquarellieren und Malen von Stillleben mit Blumen, Früchten und totem Wild. Sie entwarf und fertigte auch Kleidung und andere Kunsthandwerke, auch für wohltätige Zwecke.

## Werk
Ihre erste Ausstellung hatte sie 1825, da war sie neun Jahre alt. Ihre Tierzeichnungen bekamen einen Ehrenplatz auf der Kunstgewerbeausstellung in Haarlem. Sechs Jahre später stellte sie ein Aquarell auf der Ausstellung der Lebenden Meister (Tentoonstelling van Levende Meesters) in Amsterdam aus. Mit sechzehn bekam sie vom Haarlemer Floristen Van Eeden den Auftrag, die seltenen Blumen in seinen Gewächshäusern zu zeichnen. Für den Amsterdamer Bankier und Kunstsammler Adriaan van der Hoop arbeitete sie zwischen 1835 und 1848 auf seinem Landsitz in Spaanberg. 1843 gewann sie die Silbermedaille bei einem Wettbewerb im Bereich „Blumen und Früchte“ der Amsterdamer Gesellschaft Felix Meritis. Zu den Verkaufsausstellungen Lebenden Meister reichte sie bis 1859 regelmäßig jedes Jahr Gemälde ein. Für ihre Werke verlangte sie beginnend mit 25 Gulden für ein kleines Blumenstillleben bis zu 200 bis 300 Gulden für ein größeres Blumenarrangement mit Früchten oder totem Geflügel. Dies waren für die Zeit beachtliche Beträge und sie verkaufte ihre Werke unter anderem an das Teylers Museum, das Museum Van der Hoop und an König Willem II.
Die Ehrenmitgliedschaft der Haarlemer Zeichengesellschaft Kunst Zij Ons Doel erhielt sie im Jahr 1844 und im folgenden Jahr wurde sie zum Mitglied der Königlichen Akademie der Bildenden Künste in Amsterdam ernannt. Dank dieser Auszeichnungen bekam sie Anstellungen als Hauslehrerin für verschiedene Amsterdamer und Haarlemer Patrizierfamilien, darunter Crommelin und Bicker. Den Töchtern der Familien gab sie bis zu ihrer Hochzeit im Jahr 1859 Zeichen- und Malunterricht. Dieser fand im Winter in der Stadt, im Sommer auf den Landsitzen statt. Mehrere Reisen ins Ausland führten sie 1851 zur Weltausstellung nach London, 1854 nach Paris und ein Jahr später nach Brüssel und Lüttich. Zurück zu Hause verfasste sie ausführliche Reiseberichte und illustrierte diese.
Nach ihrer Heirat mit dem Kapitän Sijbrand Stapert stellte sie nicht mehr so viel aus. Koning war zu dem Zeitpunkt 43 Jahre alt und zuvor mit einem Apotheker aus Haarlem verlobt gewesen, der jedoch gestorben war. Sie nannte sich nach der Hochzeit Elisabeth Johanna Stapert oder Stapert-Koning. Die Flitterwochen verbrachte das Paar auf Java, dort malte sie viele farbenfrohe Aquarelle mit Blumen, Früchten und kleinen Tieren und wurde als erste Frau zum Mitglied der Physikvereinigung in Niederländisch-Ostindien ernannt. Nach der Rückkehr ließen sie sich in Groningen nieder. Stapert-Koning widmete sich den drei Kindern aus der ersten Ehe ihres Mannes und 1860 wurde ihre Tochter Cornelia geboren. Sie wurde Vorstandsmitglied der Künstlervereinigung Pictura und engagierte sich bei der Organisation von Ausstellungen. Nachdem sie 1874 nach Rotterdam gezogen waren, zeichnete sie oft in den Gewächshäusern des Blijdorp Zoos.
Elisabeth Stapert-Koning starb am 15. Juni 1887 in Rotterdam und wurde neben ihrem Mann beigesetzt.

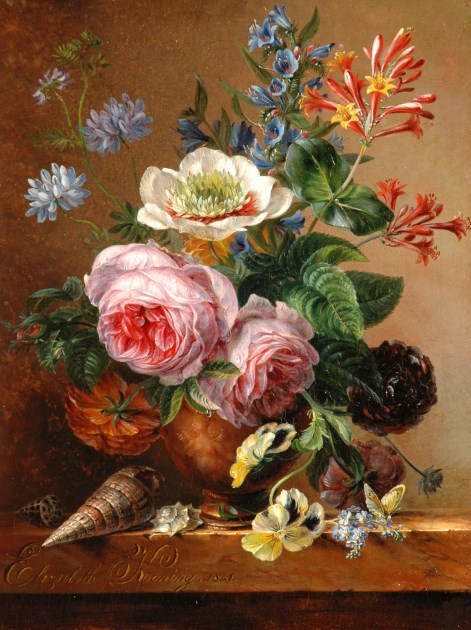
Stillleben, 1841
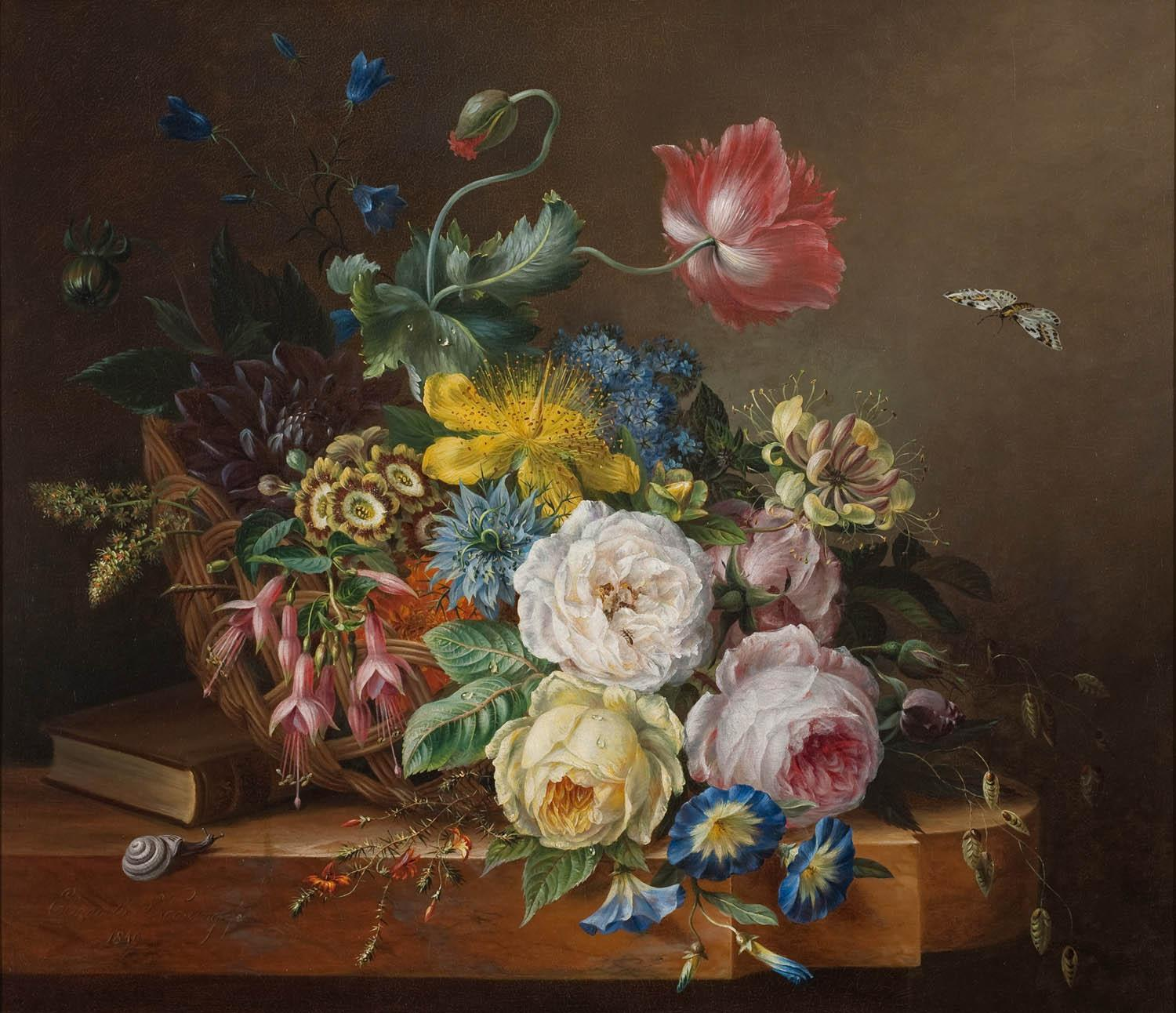
Stillleben, 1849
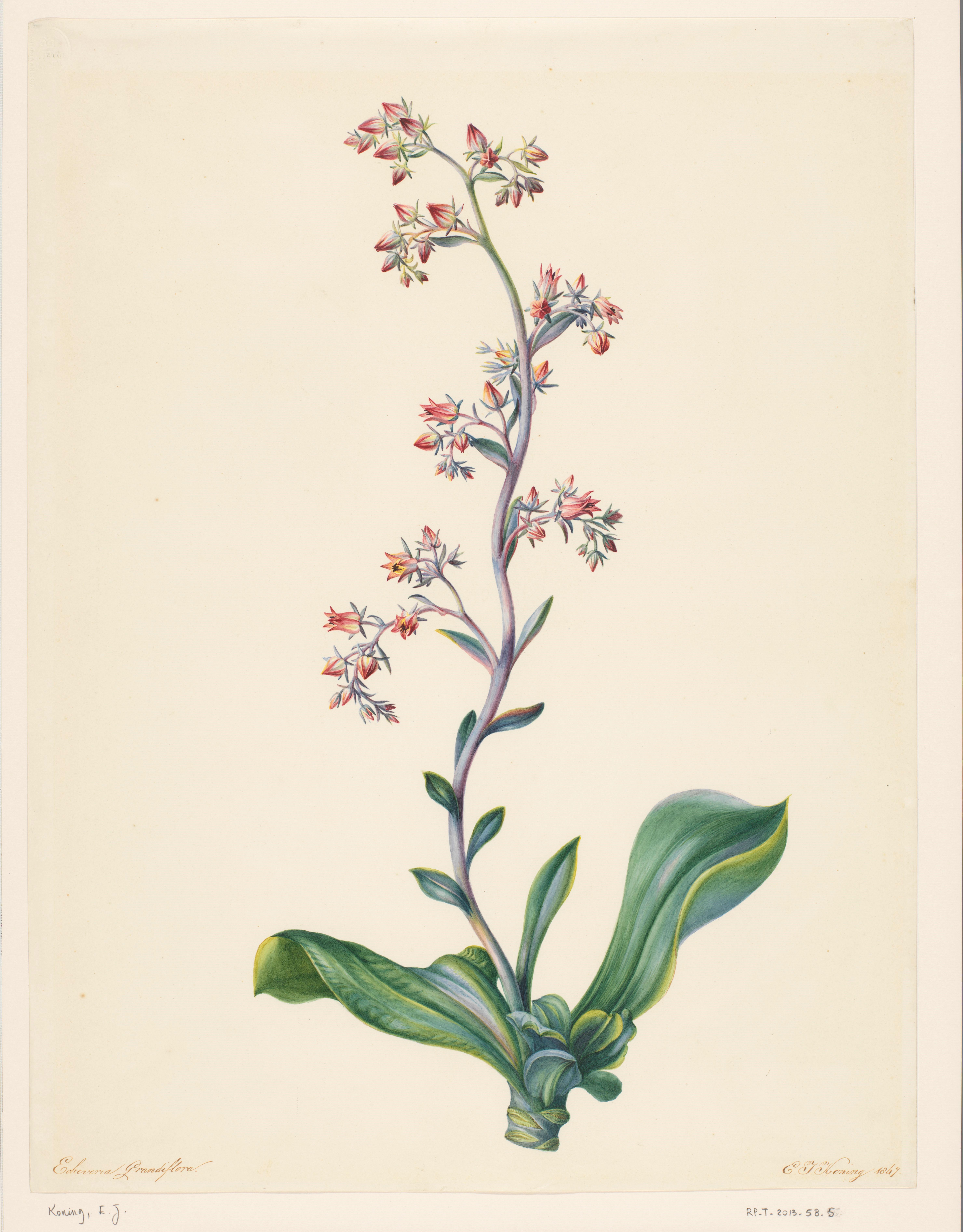
Botanische Zeichnung, 1847